# محمد یونس نواندیش
مهندس محمد یونس نواندیش شهردار کابل می‌باشد. وی از سال ۱۳۸۸ تا به حال شهردار کابل می‌باشد.

## فعالیت‌ها
یکی از کارهای که شهردار کابل شخصاً به رسیدگی می‌کند بازسازی بناهای تاریخی کابل و زنده کردم رسوم گذشته این شهر است.